# Becheln

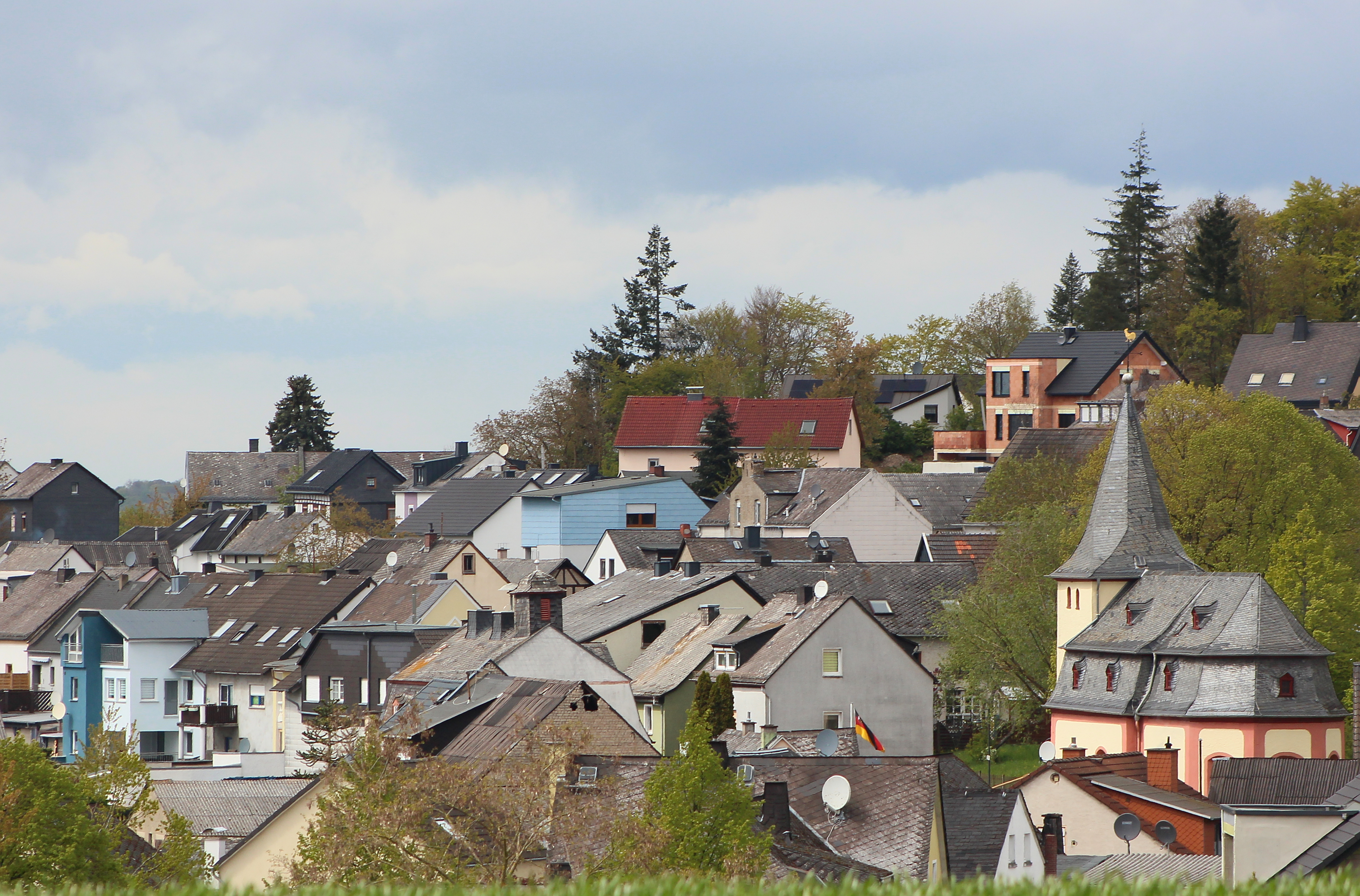
Ansicht von Becheln

Becheln ist eine Ortsgemeinde im Rhein-Lahn-Kreis in Rheinland-Pfalz. Sie gehört der Verbandsgemeinde Bad Ems-Nassau an.

## Lage
Becheln ist eine Exklave der Verbandsgemeinde Bad Ems im westlichen Hintertaunus und liegt im Naturpark Nassau auf den Taunushöhen. Der Ort mit Blick über das Rheintal bis in den Hunsrück liegt auf der Wasserscheide zwischen Rhein und Lahn. Nähere größere Siedlungen sind die Städte Bad Ems und Nassau (jeweils ca. 7 km entfernt), die Stadt Lahnstein (ca. 10 km) und das Oberzentrum Koblenz (ca. 17 km).

## Geschichte
In den Wäldern um Becheln zeugen Hügelgräber von früher Besiedlung. Reste des Obergermanisch-Raetischen Limes sind in den Wäldern der Gemeinde Becheln auch heute noch sichtbar. Zwischen Becheln und Schweighausen befand sich das römische Kleinkastell Becheln.
Becheln selbst geht mindestens auf das 13. Jahrhundert zurück. Der romanische Kirchturm aus dem 13. Jahrhundert ist das älteste erhaltene Bauwerk in Becheln.
Ab 1806 gehörte Becheln zum Herzogtum Nassau, ab 1866 zu Preußen. Nach dem Ende des Ersten Weltkrieges gehörte der Ort bis 1929 zur französischen Besatzungszone.
Am 27. März 1945 wurde Becheln gegen 08:00 Uhr von amerikanischen Truppen des 346. US-Infanterieregiment besetzt, die von Braubach/Lahnstein über Hinterwald und durch den Wald zwischen Dachsenhausen und Schweighausen gezogen waren. In Becheln wurde kein Widerstand geleistet. Später zogen die US-Truppen weiter in die Richtung Dienethal, Sulzbach, Bergnassau. Nach dem Ende des Krieges gehörte Becheln zur französischen Besatzungszone. Seit 1946 gehört es zum neugegründeten Bundesland Rheinland-Pfalz, ab 1969 zum Rhein-Lahn-Kreis und ab 1972 zur Verbandsgemeinde Bad Ems.

## Politik

### Gemeinderat
Der Gemeinderat in Becheln besteht aus zwölf Ratsmitgliedern, die bei der Kommunalwahl am 9. Juni 2024 in einer personalisierten Verhältniswahl gewählt wurden, und der ehrenamtlichen Ortsbürgermeisterin als Vorsitzender.
Die Sitzverteilung im Gemeinderat:
| Wahl | SPD | CDU | FBL * | WGL * | Gesamt   |
| ---- | --- | --- | ----- | ----- | -------- |
| 2024 | –   | –   | 7     | 5     | 12 Sitze |
| 2019 | 3   | 4   | 5     | –     | 12 Sitze |
| 2014 | 3   | 4   | 5     | –     | 12 Sitze |
| 2009 | 3   | 4   | 5     | –     | 12 Sitze |
| 2004 | 3   | 5   | 4     | –     | 12 Sitze |
| 1999 | 4   | 5   | 3     | –     | 12 Sitze |
| 1994 | 5   | 4   | 3     | –     | 12 Sitze |
| 1989 | 5   | 3   | 3     | –     | 11 Sitze |

### Bürgermeister
Ortsbürgermeisterin von Becheln ist Michaela Lehmler. Bei der Direktwahl am 26. Mai 2019 wurde sie mit einem Stimmenanteil von 82,16 % gewählt und damit Nachfolgerin von Patrick Becker (CDU). Bei der Direktwahl am 9. Juni 2024 wurde sie mit 86,6 % der Stimmen ohne Gegenkandidat in ihrem Amt bestätigt.

### Wappen
Das Lilienzepterrad auf einem Weiß über Blau geteilten Schild im Gemeindewappen geht auf das Familienwappen des mittelalterlichen Adelsgeschlecht von Becheln zurück. Die Rose basiert auf dem Wappen der Freiherren vom und zum Stein.

## Bauwerke
Die evangelische Kirche geht auf einen Kirchenbau des 13. Jahrhunderts zurück. Bis ins 18. Jahrhundert hinein wurde das Gotteshaus immer wieder umgebaut und weiter ausgestaltet. Heute verfügt es über einen romanischen Turm sowie gotische Fresken, Wandmalereien und Stuckaturen im Inneren.

## Verkehr
Becheln hatte einen Bahnhof an der Bahnstrecke Oberlahnstein–Nastätten der Nassauischen Kleinbahn.